# Azay-le-Rideau
Azay-le-Rideau Touraine-i város. Tours-tól 25 km-re délnyugatra és Chinon-tól 20 km-re északra fekszik.

## Népessége
A település népessége az elmúlt években az alábbi módon változott:
| Lakosok száma | 2755 | 2915 | 3053 | 3337 | 3414 | 3434 | 3491 | 3501 | 3468 | 3415 |
|               | 1968 | 1982 | 1990 | 2006 | 2013 | 2015 | 2017 | 2019 | 2020 | 2022 |

## Nevezetességei

### Chateau d'Azay-le-Rideau
A kastély az Indre folyó egy szigetén épült, nagy része cölöpökön áll a víz fölött. Rövid, téglalap alapú kétszintes főépületéhez derékszögben csatlakozik a második szárny. Védműveit díszítőelemekké alakították át. Az UNESCO világörökség része. Látogatható.

#### Története
A kastély építtetője Gilles de Berthelot, I. Ferenc kincstárnoka, Tours polgármestere. Az épület helyén álló középkori várromokat 1518 környékén örökölte Berthelot felesége, Philippe Lesbahy. Az építő nevét nem ismerjük, az építkezést az asszony irányította. Berthelot-t sikkasztással vádolták, és ezért még a kastély 1529-es befejezése előtt menekülnie kellett. A kastélyt I. Ferenc lefoglaltatta.